# Непрохані (фільм, 2009)
«Непрóхані» (англ. The Uninvited) — американський психологічний фільм жахів 2009 року братів Чарльза і Томаса Гардів. Це ремейк південнокорейського фільму жахів 2003 року «Повість двох сестер». Фільм отримав неоднозначні відгуки.

## Сюжет
Підліток Анна Айверс 10 місяців проводить у психіатричній лікарні через невдалу спробу самогубства після того, як її невиліковно хвора мати Ліліан загинула в пожежі. Хоча сама Анна про це нічого не пам'ятає, її постійно мучать нічні кошмари та галюцинації про двох хлопчиків та дівчинку з вогненно-рудим волоссям. Лікар Анни стурбований тим, що ці образи з'явилися у снах Анни вже після того, як вона потрапила до психіатричної лікарні. Однак він робить висновок, що дівчина може повернутися додому. Коли Анна збирає свої речі, то її лякає пацієнтка із сусідньої палати.
Анну зустрічає батько Стівен, який привозить її додому. Там вона знайомиться з новою подружкою Стівена, Рейчел Саммерс, яка раніше була доглядальницею Ліліан. Також дівчина зустрічається із сестрою Алекс, яка зовсім незадоволена тим, що Рейчел живе тепер з ними. Увечері Анна каже Алекс, що, можливо, Рейчел вбила їхню маму, щоб вийти заміж за батька - вона підозрює, що її нічні кошмари є свого роду посланнями від Ліліан.
Під час прогулянки з Рейчел Анна зустрічає Мета, який каже, що бачив події тієї ночі, коли сталася пожежа, і що він може зустрітися з Анною об 11 годині на скелі біля моря. Анна та Алекс приходять у призначену годину, але Мета там не знаходять. Вдома Анна просить Алекс поспати цієї ночі в її кімнаті. Вночі до Анни несподівано через вікно пробирається Мет, який каже, що «впав і сильно вдарився спиною» і що він має послання від її матері, а коли Анна його обіймає, то раптом виявляє, що в нього зламаний хребет і він стікає кров'ю. З жахом дівчина вибігає з кімнати, але після повернення вона нікого не знаходить. Наступного дня труп Мета зі зламаним хребтом витягують із води. На похороні Мета Анна бачить рудоволосу дівчинку із кошмарів і йде до неї, але дівчинка тікає. Анна біжить навздогін і натикається на могильну плиту із похованням трьох дітей.
Алекс і Анна вирішують дізнатися про Рейчел більше і дзвонять в агентство, де та працювала, але їм там відповідають, що ніяка Рейчел Саммерс у них не значиться. Анну ж продовжують переслідувати кошмари та галюцинації з рудоволосими дітьми у целофанових мішках. В Інтернеті вона знаходить про них статтю-некролог, з якої з'ясовується, що дітей було вбито їхньою нянькою Мілдред Кемп, яка була сильно закохана в їхнього овдовілого батька. Анна та Алекс підозрюють, що Рейчел і є та сама Мілдред. Вони намагаються попередити Стівена, але той їх ігнорує та їде на роботу. Тоді вони вирішують зібрати проти Рейчел докази для поліції. Рейчел намагається приспати Анну, але та б'є її по голові і тікає. На горищі Анна знаходить майже непритомну Алекс. Вона заявляє, що Рейчел зробила їй укол. Анна залишає сестру і біжить до місцевої поліцейської дільниці, але поліцейські їй не вірять і звуть Рейчел, яка підсипає Анні заспокійливе і відвозить додому.
Вдома Рейчел намагається вкласти Анну в ліжко, і в якийсь момент Анна бачить у дверному отворі Алекс із ножем у руках, після чого втрачає свідомість. Коли вона прокидається, то виявляє, що Алекс убила Рейчел і запхала її тіло в контейнер для сміття. Сестри обіймаються, але додому повертається переляканий Стівен. Анна повідомляє йому, що Рейчел намагалася їх убити, але Алекс врятувала їх, вбивши Рейчел, на що Стівен несподівано відповідає, що Алекс не могла цього зробити - вона загинула разом із Ліліан під час пожежі. Після цього Анна бачить, що замість руки сестри стискає закривавлений ніж, яким сама вбила Рейчел.
Після цього Анна починає пригадувати ту трагічну ніч.  З'ясовується, що вона побачила, як Стівен займається коханням з Рейчел, і вирішила спалити будинок разом з ними, для чого вона пішла до матері, де була цистерна з бензином. Однак, йдучи, вона не до кінця закрила кран, і утворився великий витік та стався вибух, через що в пожежі загинули Ліліан і Алекс. З'ясовується, що з того моменту, як Анну випустили з психіатричної лікарні, Алекс була тільки її галюцинацією і що Анна вбила Мета, зіштовхнувши його зі скелі.
Анна повертається до психіатричної лікарні у свою колишню палату, де її вітає та сама пацієнтка із сусідньої палати, яка налякала її на початку фільму.

## В ролях
| Актор             | Роль                            |
| ----------------- | ------------------------------- |
| Емілі Браунінг    | Анна Айверс                     |
| Арієль Кеббел     | Алекс Айверс                    |
| Елізабет Бенкс    | Рейчел Саммерс (подруга батька) |
| Девід Стретейрн   | Стівен Айверс (батько)          |
| Майя Массар       | Ліліан Айверс (мати)            |
| Кевін Макналті    | Шериф Емері                     |
| Джессі Мосс       | Мет                             |
| Лекс Бурнем       | Айріс Райт                      |
| Денні Брістол     | Семуель Райт                    |
| Метью Брістол     | Девид Райт                      |
| Дон Сінклер Девіс | Хенсон                          |
| Гізер Дорксен     | Мілдред                         |
| Дін Пол Гібсон    | Доктор Боп                      |

## Критика
Фільм отримав багато негативних критичних відгуків. На «Rotten Tomatoes» всього 33% критиків дали позитивні відгуки, середній бал фільму - 4,6 із 10. «Bloody Disgusting» дав фільму 6 із 10 балів, тоді як критики «Yahoo! Movies Critical Response» виставили середній професійний рейтинг «C». Фільм також отримав 3 із 4 балів від журналу «Fangoria».
Деніс Харві з «Variety» написав: «Слабкий фільм навіть за стандартами нудних недавніх ремейків азіатських жахів. Швидше викличе хихикання і позіхання, ніж страх і крик». Кім Ньюман з журналу «Empire» поставила фільму 2 бали з 5 і назвала його «відмінним ремейком… з новим набором поворотів», але «розчаровуючим фіналом». Девід Харлі з «Bloody Disgusting» дав фільму 3 бали з 5 і відзначив чудову гру Елізабет Бенкс і Арієль Кеббел, однак також розкритикував фінал, який можна передбачити протягом перших 20 хвилин, але відзначив, що він доволі непоганий для фільму жахів великої студії і навряд чи фільм засмутить будь-якого фаната жанру горор, який захоче його подивитися.
Роджер Еберт поставив йому 3 бали з 4, похваливши Емілі Браунінг: «Вона ідеальна героїня для фільму жахів: дівчина, яка переконана, що її переслідує зла мачуха та, що її справжня мати була навмисно спалена живцем». Еберт також висловив своє здивування з приводу рейтингу PG-13 і послався на цей фільм як на доказ того, що MPA насправді оцінює фільми тільки на основі відсутності в них оголеності або нецензурної лексики, а не на зображеннях, які насправді можуть бути неприйнятними для молодших глядачів.

## Касові збори
В день прем'єри фільм зібрав 4 335 000 доларів та посів друге місце за прибутковістю. За тиждень прокату в кінотеатрах фільм зібрав 10 512 000 доларів, посівши третє місце і вийшовши на екрани у 2344 кінотеатрах із середнім прибутком у 4485 доларів на кінотеатр. У кінотеатрах США фільм демонструвався 9 тижнів, і показ було завершено із загальним доходом 28 596 818 доларів. Фільм був випущений 26 березня 2009 року в Австралії та посів там п'яте місце. В основному прокат пройшов добре і в порівнянні зі звичайними фільмами жахів, на які на другий тиждень прокату продаж квитків падає на 40%, в даному випадку падіння продажів склало лише 29%.